# Іванова Людмила Іванівна
Іванова Людмила Іванівна (рос. Иванова Людмила Ивановна; 22 червня 1933, Москва, СРСР — 7 жовтня 2016, Москва, Росія) — радянська і російська акторка театру і кіно. Заслужена артистка РРФСР (1976). Народна артистка РРФСР (1989).

## Біографія
Народилася у Москві, в родині радянського полярника, професора-географа Івана Маркеловича Іванова. Закінчила школу з золотою медаллю і паралельно музичну.
Закінчила Школу-студію МХАТу (1955). З 1957 року  акторка театру «Современник». Зіграла багато різнопланових ролей. Яскрава характерна і комедійна акторка.
З 1990 року  художня керівниця Московського дитячого музичного театру «Експромт» при ГІТІСі. Керувала Дитячою студією естетичного виховання при театрі.
Авторка відомих пісень («Может быть, я не современная», «Я с утра к тебе шла», «Папа-начальник», «Ты живешь в другом городе» та ін.), які виконували Анна Герман, Гелена Великанова, Майя Кристалінська. Разом з чоловіком, відомим бардом Валерієм Міляєвим писала лібрето до музичних спектаклів.
Авторка книг-спогадів «Я люблю вас», «Я пам'ятаю», «Мій „Современник“», а також кількох збірок дитячих віршів і пісень.
Професор Міжнародного Слов'янського інституту, викладачка акторської майстерності.
Кавалер Ордена Пошани (2001) і Ордена Дружби (2009). Лауреатка Премії мера м. Москви «За внесок у розвиток літератури і мистецтва» (2006).
У кіно дебютувала на початку 1950-х, зіграла близько 100 ролей (переважно  другого плану) у фільмах і телеспектаклях, зокрема: «Будується міст» (1965), «Денискін оповідання» (1970), «Стоянка поїзда — дві хвилини» (1972), «Учитель співу» (1972), «Пам'ятай ім'я своє» (1974), «Із записок Лопатіна» (1975, фільм-спектакль), «Вічно живі» (1976, фільм-спектакль), «Легенда про Тіля» (1976), «Службовий роман» (1977, Шурочка «з бухгалтерії»), «Суєта суєт» (1978), «Сонячний вітер» (1982), «Шанс» (1984), «Найчарівніша і найпривабливіша» (1985), «Плюмбум, або Небезпечна гра» (1986), «Небеса обітовані» (1991), «Майстер і Маргарита» (1994), «Заздрість богів» (2000, свекруха) та ін., а також в українських стрічках:
- «Фантазії Веснухіна» (1976, т/ф, бабуся),
- «Польоти уві сні та наяву» (1982, Ніна Сергіївна),
- «Пригоди Петрова і Васечкіна. Звичайні і неймовірні» (1983, т/ф, 2 с, вчителька) тощо.

Серце народної артистки РРФСР Людмили Іванівни Іванової зупинилося у п'ятницю, 7 жовтня 2016 року, в реанімації 13-ї московської міської клінічної лікарні, на 84-му році життя. Похована у вівторок 11 жовтня на П'ятницькому цвинтарі в Москві.

## Фільмографія
- 1958 — Добровольці — комсомолка в червоній кофті
- 1965 — Дорога до моря — працівниця
- 1965 — Місяць травень — мати Сергія
- 1965 — Будується міст — бригадирка Силантьєва
- 1966 — Поганий анекдот — Луїза
- 1968 — Новенька — мама Валі
- 1970 — Деніскині розповіді — Єфросинія Петрівна
- 1970 — Звичайна історія (фільм-спектакль) — Марія Михайлівна Любецька
- 1972 — На дні (фільм-спектакль) — Квашня
- 1972 — Стоянка поїзда — дві хвилини  — тітка Ліза
- 1972 — Учитель співу — Клавдія Петрівна Соломатіна
- 1973 — Шукаю людину — стрілочниця на переїзді
- 1974 — Ваші права? — селянка
- 1974 — Домбі і син (фільм-спектакль) — Пипчин
- 1974 — Пам'ятай ім'я своє — Надія
- 1974 — Весілля як весілля (фільм-спектакль) — бабуся нареченого
- 1975 — Варіант «Омега» — секретарка Сімакова
- 1975 — Із записок Лопатіна (фільм-спектакль) — друкарка
- 1975 — Між небом і землею — продавчиня
- 1975 — Крок назустріч — водійка таксі
- 1976 — Вічно живі (фільм-спектакль) — Анна Михайлівна Ковальова
- 1976 — Ви мені писали... — Євгенія Анатоліївна
- 1976 — Два капітани — мешканка квартири
- 1976 — Дні хірурга Мішкіна — Людмила Дубова
- 1976 — Легенда про Тіля — сварлива жінка
- 1977 — Остання двійка — Валентина Михайлівна
- 1977 — Сім'я Зацепіних — Євдокія Омелянівна
- 1977 — Службовий роман — Шура
- 1977 — Фантазії Веснухіна — бабуся Кирила
- 1978 — Здрастуй, річко — Василиса Феоктистівна (тітка Вася)
- 1978 — Позивачі і відповідачі (фільм-спектакль) — Трофимова Анна Павлівна
- 1978 — Кіт у мішку — мати Ликінів
- 1978 — Місяць довгих днів (фільм-спектакль) — Поліна
- 1978 — Острів Серафими — Анна Трохимівна
- 1979 — Осіння історія — Ніна Тимофіївна
- 1979 — Поговори на моїй мові (короткометражний)
- 1979 — Суєта суєт — Серафима Іллівна
- 1980 — Дами запрошують кавалерів — буфетниця в готелі
- 1980 — Будинок біля Кільцевої дороги — Марія Валентинівна
- 1980 — Якби я був начальником… — Мішаріна
- 1980 — Світло у вікні — Євдокія Йосипівна
- 1981 — На початку гри — Круглова Клавдія Іванівна
- 1981 — Дядечків сон (фільм-спектакль) — Паскудіна Наталія Дмитрівна
- 1981 — Мисливець (фільм-спектакль) — Ольга Кирилівна
- 1981 — Останній гейм — Ніна Петрівна
- 1982 — Кафедра (фільм-спектакль) — Анна Павлівна Євграфова
- 1982 — Польоти уві сні та наяву — Ніна Сергіївна
- 1982 — Понеділок — день важкий (фільм-спектакль) — Ольга Миколаївна
- 1982 — Сонячний вітер — Тетяна Василівна
- 1983 — Пригоди Петрова і Васєчкіна, звичайні й неймовірні — Алла Іванівна
- 1984 — Маленька послуга — Галина Митрофанова
- 1984 — Шанс — Ксенія Удалова
- 1985 — Місто над головою — буфетниця
- 1985 — Найчарівніша і найпривабливіша‎ — Клавдія Матвіївна Степанкова
- 1985 — Сестра моя Люся
- 1985 — Людина з акордеоном — мати Миколи Приходько
- 1986 — Фитиль (короткометражний) — Семенова
- 1987 — Більшовики (фільм-спектакль)
- 1987 — Така-от історія…  — бабуся Володі
- 1987 — Іван Великий — дружина Семена Ірінарховича
- 1987 — Прихід Місяця — директор школи Іраїда Сергіївна
- 1987 — Хочете — кохаєте, хочете — ні... — квартирна хазяйка
- 1988 — Вам що, наша влада не подобається?! — Фунтікова
- 1988 — Ешелон (фільм-спектакль) — Саввишна
- 1990 — Бабій — Клавдія Матвіївна
- 1990 — Провінційний анекдот (короткометражний) — прибиральниця готелю Василівна
- 1991 — Небеса обітовані — Клава
- 1991 — Хижаки — лікарка-психіатриня
- 1992 — Давайте без фокусів... — Віолетта Анатоліївна
- 1992 — Коханці грудня
- 1992 — Новий Одеон — Мар'я Василівна
- 1992 — Пустельник — Паня
- 1993 — Американський дідусь — сусідка
- 1993 — Про бізнесмена Хому — Мотрона Совкова
- 1993 — У попа була собака… — тітка Віра
- 1994 — Жених з Маямі — Клавдія Матвіївна
- 1994 — Майстер і Маргарита — дружина Босого
- 1994 — Третій не зайвий — тітка Клава
- 1995 — Московські канікули — пасажирка в літаку
- 1998 — Дар божий (короткометражний) — листоноша
- 1999 — Д. Д. Д. Досьє детектива Дубровського — Людмила, гостя на бенкеті в Читі
- 1999 — Максиміліан
- 1999 — Поворот ключа — вчителька
- 2000 — Заздрість богів — Ніна Іванівна Аніканова
- 2002 — Той, хто дивиться вниз — вахтерка в театрі
- 2005 — Діаманти для Джульєтти — Віра Матвіївна
- 2007 — Перший удома — Шурочка
- 2010 — Москво, я люблю тебе! (Кіноальманах) — жінка в автобусі
- 2010 — Сонячне затемнення — ясновидиця